# ستيفان رادولوفيتش
ستيفان رادولوفيتش (بالألمانية: Stefan Radulovic)‏ هو لاعب كرة قدم نمساوي، ولد في 2002 في فيينا في النمسا. شارك مع منتخب النمسا تحت 17 سنة لكرة القدم.

## وصلات خارجية
- ستيفان رادولوفيتش على موقع قاعدة بيانات كرة القدم.إي يو (الإنجليزية)
- ستيفان رادولوفيتش على موقع Soccerway.com (الإنجليزية)
- ستيفان رادولوفيتش على موقع عالم كرة القدم.نت (الإنجليزية)